# Sincinesia
Per  sincinesia in campo medico, si intende un dato movimento compiuto da un arto involontariamente quando invece si sta compiendo il movimento con l'altro arto. Comporta dunque due movimenti: l'uno desiderato e volontario e l'altro non desiderato. Rientra nel campo dei disordini del movimento.

## Tipologia
Esistono forme particolari della sincinesia come quella omolaterale degli arti, una forma di emiplegia (paralisi totale di una parte del corpo) dove al muoversi degli arti superiori si muovono anche quelli inferiori o viceversa. Inoltre si ritrova anche la sincinesia imitativa, dove i muscoli paralizzati di un arto si muovono quando si muovono quelli normali.